# نصف قطر شمسي
نصف قطر الشمس (اختصاراً: R⊙ أو نق☉ ) هي وحدة القياس المستخدمة في علم الفلك والفيزياء للتعبير عن حجم النجوم وغيرها من الأجسام الكبيرة. يساوي نصف قطر الشمس، وقيمته :
{\displaystyle R_{\odot }=6,960\times 10^{8}{\hbox{ m}}=0,004652{\hbox{UA}}} وحدة فلكية
نصف قطر الشمس يعادل نحو 110 مرات نصف قطر الأرض و10 أضعاف قطر المشتري. أي أنه يعادل 695,700 كلم (432,450 ميل). وأيضاً ما يعادل 0.004652 وحدة فلكية. أما بسرعة الضوء فهو ما يساوي 37 دقيقة ضوئية و5 ثوانٍ ونصف.

## اقرأ أيضاً
- كتلة شمسية
- سطوع شمسي
- حد شاندراسيخار
- شعاع ضوئي